# António Ferreira (strzelec)
António Soares de Andréa Ferreira (ur. 1886, zm. w XX wieku) – portugalski strzelec, dwukrotny olimpijczyk. Jego młodszym bratem był José Maria Ferreira, również strzelec.
Startował na Letnich Igrzyskach Olimpijskich 1920 w Antwerpii. Jego nazwisko widnieje w wynikach pięciu konkurencji, wszystkich drużynowych. Najwyższym miejscem przez niego uzyskanym było ósme miejsce w pistolecie szybkostrzelnym drużynowo. W pozostałych konkurencjach zajmował miejsca w drugiej dziesiątce (w tym dwa razy ostatnie). Na igrzyskach w Paryżu w 1924 wystąpił w czterech konkurencjach (w tym w jednej drużynowej). Nie osiągnął żadnych znaczących rezultatów. Najwyższe miejsce indywidualne to 44.. W jedynej drużynowej konkurencji zajął z kolegami przedostatnie 17. miejsce (wyprzedzili tylko zdyskwalifikowanych reprezentantów Węgier).
Medalista mistrzostw Portugalii. Przynajmniej raz był indywidualnym mistrzem kraju (w 1915 roku z broni wojskowej – zdobył 381 punktów). Wielokrotny reprezentant kraju na arenie międzynarodowej, m.in. w latach 1923–1926 (w strzelaniu z pistoletu). Był rekordzistą Portugalii.

## Wyniki olimpijskie
| Igrzyska | Konkurencja                                    | Wynik                            | Miejsce     | Źródło |
| -------- | ---------------------------------------------- | -------------------------------- | ----------- | ------ |
| IO 1920  | Karabin wojskowy leżąc, 300 m, drużynowo       | 256 punktów                      | 15 (na 15)  | [ 3 ]  |
| IO 1920  | Karabin wojskowy leżąc, 600 m, drużynowo       | 248 punktów                      | 14 (na 14)  | [ 4 ]  |
| IO 1920  | Karabin wojskowy leżąc, 300 i 600 m, drużynowo | 519 punktów                      | 11 (na 14)  | [ 5 ]  |
| IO 1920  | Karabin wojskowy stojąc, 300 m, drużynowo      | 226 punktów                      | 11 (na 15)  | [ 6 ]  |
| IO 1920  | Pistolet wojskowy, 30 m, drużynowo             | 1184 punkty                      | 8 (na 9)    | [ 7 ]  |
| IO 1924  | Pistolet szybkostrzelny, 25 m                  | 13 punktów                       | 44 (na 55)  | [ 8 ]  |
| IO 1924  | Karabin dowolny leżąc, 600 m                   | 70 punktów                       | 55T (na 73) | [ 9 ]  |
| IO 1924  | Karabin dowolny, drużynowo                     | 427 punktów (93 punkty indywid.) | 17 (na 18)  | [ 10 ] |
| IO 1924  | Karabin małokalibrowy leżąc, 50 m              | 367 punktów                      | 55T (na 66) | [ 11 ] |